# 이시이 하야타
이시이 하야타(일본어: 石井 隼太, 2001년 7월 6일~)는 일본의 축구 선수이다.

## 구단 경력
그는 2023년 J2리그의 미토 홀리호크에 입단했다. 2025년 베갈타 센다이로 이적했다.